# Maurizio Battista
Maurizio Battista (Roma, 29 giugno 1957) è un comico, cabarettista, attore, conduttore televisivo e regista teatrale italiano.
Molto spesso la sua comicità prende di mira i comportamenti delle persone negli aspetti della quotidianità, portandoli all'eccesso. In molti suoi sketch ironizza su bizzarri articoli di giornale o annunci, tutti realmente pubblicati.
Fa parte della ItalianAttori.

## Biografia
Di origini ciociare (il padre, Antonio, era di Arce) è nato a Roma nel quartiere di San Giovanni, dove tuttora abita e dove, da ragazzo, ha lavorato nel bar della sua famiglia. Ha iniziato a fare teatro nel 1978 e ha esordito in televisione nel 1989 partecipando come comico alla decima edizione di Fantastico affiancando Massimo Ranieri, Anna Oxa e Giancarlo Magalli.
All'inizio degli anni novanta Pippo Baudo lo volle come comico nel programma Partita doppia in onda su Rai 1. Dopo questa esperienza abbandonò la televisione e iniziò la carriera di attore, prendendo parte al film TV Caramelle (1995). Tornò in televisione nel 1996, riscuotendo un buon successo con la partecipazione al Dopofestival di Sanremo.
Nel 1999 approdò all'emittente privata Europa 7, partecipando allo show satirico Seven Show. Nello stesso anno riprese l'attività teatrale. Dal 2001 iniziò a fare teatro con il suo primo show, Vatte a fidà, al Teatro Sistina a Roma. Da allora la sua carriera si divise tra teatro e programmi televisivi.
Nel 2003 tornò in televisione su LA7 nel programma comico Assolo. Nel 2004 andò in onda su Rai 2 il suo one-man show Era meglio da piccoli in due puntate, che raccolse un buon successo, facendo registrare circa 3 milioni di telespettatori. Nel 2004, a Mediaset, partecipò al programma comico Colorado, rimanendovi sino al 2007, per poi tornare sporadicamente nelle edizioni successive. Nella stagione 2006/07 fu co-conduttore di un'edizione di Buona Domenica su Canale 5. Nello stesso anno tornò in Rai, prendendo parte al programma Quelli che il calcio per due edizioni, sino al 2009.
Dal 2009 al 2011 condusse su Rai 2 per tre edizioni il suo show Sempre più convinto.
Nel 2010 prese parte ai programmi Domenica In, prima nella rubrica condotta da Sonia Grey e Luca Giurato, dopo in quella di Lorella Cuccarini, Voglia d'aria fresca, sempre in veste di comico, e Ballando con le stelle come concorrente dove, nonostante l'eliminazione avvenuta alla prima puntata, acquistò un proprio spazio comico.
Nel 2012 condusse per quattro puntate Il mio secondo matrimonio in onda su Rai 2. Nel 2013 tornò con lo show Tutte le strade portano a... in quattro puntate in onda su Rai 2. A settembre 2014 condusse Striscia la notizia insieme a Leonardo Pieraccioni, per una settimana.
Dal 2016 iniziò il sodalizio con Comedy Central, dove portò il suo Battistology.

Nel 2017 gli venne affidata la copertina comica del programma DiMartedì. Nel 2018 partecipò alla terza edizione del Grande Fratello VIP come concorrente, dove si ritirò ufficialmente il 13 ottobre. Il 27 dicembre dello stesso anno fu la volta di Io sono Battista su Italia 1. Nel 2019, a gennaio, fu ospite del talk Non è l'Arena su LA7, a giugno e luglio ospite fisso nel programma La sai l'ultima? su Canale 5, mentre a dicembre protagonista dello show Natale a casa Battista, trasmesso da Rai 2 e replicato la settimana dopo da Rai Premium.
Nel 2020 tornò in prima serata su Rai 2 con il suo one-man show Poco di tanto targato Ballandi Entertainment.

## Filmografia

### Cinema
- Carta vetrata, regia di Arduino Sacco (1999)
- Rosso Malpelo, regia di Pasquale Scimeca (2007)
- Il figlio più piccolo, regia di Pupi Avati (2010)
- Napoletans, regia di Luigi Russo (2011)
- Una cella in due, regia di Nicola Barnaba (2011)
- Finalmente la felicità, regia di Leonardo Pieraccioni (2011)
- Si può fare l'amore vestiti?, regia di Donato Ursitti (2012)
- L'ultima ruota del carro, regia di Giovanni Veronesi (2013)
- Un fantastico via vai, regia di Leonardo Pieraccioni (2013)
- Uno anzi due, regia di Francesco Pavolini (2015)
- Fausto & Furio - Nun potemo perde, regia di Lucio Gaudino (2017)
- Tu quoque, regia di Gianni Quinto (2025)

### Televisione
- Attenti a quei quattro, regia di Nicola Barnaba - film TV (1990)
- From France, with love, regia di Daniel Petrie Jr. - film TV (1991)
- Caramelle, regia di Luca Biglione - film TV (1995)
- Distretto di Polizia 7, regia di Alessandro Capone - serie TV, episodio 7x18 (2007)
- La vita rubata, regia di Graziano Diana - film TV (2007)
- Notte prima degli esami '82, regia di Elisabetta Marchetti - miniserie TV (2011)
- Din Don - Una parrocchia in due, regia di Claudio Norza - film TV (2019)
- 4 misteri e un funerale  , regia di Federico Marsicano - serie TV (2022)

## Programmi televisivi
- Partita doppia (Rai 1, 1992-1993)
- Belli freschi (Canale 5, 1993)
- Dopo festival 1996 (Rai 1, 1996)
- Quelli che il calcio (Rai 3, 1997-1998; Rai 2, 1998-1999, 2007-2009)
- Seven Show (Italia 7, 1998-1999)
- Assolo (LA7, 2003) - conduttore
- Colorado (Italia 1, 2004-2008, 2012, 2015, 2017) - comico
- Era meglio da piccoli (Rai 2, 2004)
- Buona Domenica (Canale 5, 2006-2007) - co-conduttore
- Sempre più convinto (Rai 2, 2009-2011)
- Ballando con le stelle (Rai 1, 2010) - concorrente
- Voglia d'aria fresca (Rai 1, 2010)
- Il mio secondo matrimonio (Rai 2, 2012)
- Tutte le strade portano a... (Rai 2, 2013)
- Striscia la notizia (Canale 5, 2014)
- Techetechete' (Rai 1, 2015) Puntata 2
- Zelig (Canale 5, 2016)
- Battistology (Comedy Central, 2016-2019)
- Grande Fratello VIP (terza edizione) (Canale 5, 2018) - concorrente
- Io sono Battista (Italia 1, 2018)
- La sai l'ultima? - Digital Edition (Canale 5, 2019)
- Natale a casa Battista (Rai 2, 2019)
- Poco di tanto (Rai 2, 2020)
- 30 anni e non li dimostra (Italia 1, 2020)
- Ve ne siete mai accorti? (Rai 2, 2021)
- Made in Sud  (Rai 2, 2022) -  comico
- Only Fun – Comico Show (Nove, 2022)
- Italia 1 On stage - Maurizio Battista Tutti contro tutti (Italia 1,  2022)
- Nove Comedy Club - Do You Remember? (Nove, 2024)
- I migliori anni (Rai 1, 2024)

## Teatro
- Vatte a fida', Teatro dei satiri in Roma (2001)
- Che faresti se morissi, Teatro dei Servi in Roma (2002)
- Chi ha toccato le ciambelline (con Nadia Rinaldi), Tour (2003)
- Era meglio da piccoli, Teatro Alfellini Nuovo Teatro Spazio Zero di Roma (2004)
- Brothers, Teatro sala Umberto Roma (2004)
- News, Teatro dei Satiri in Roma (2005)
- L'isolato, Teatro sala Umberto Roma (2006)
- È tutta una guerra, Roma (2006)
- Qualcuno dovrà pur dirglielo, Teatro sala Umberto Roma (2007)
- Faccio tutto da solo dalla A alla L, Teatro sala Umberto Roma (2008)
- Cari amici miei... come giochi, giochi male!, Teatro Olimpico di Roma (2008)
- Sempre più convinto, Teatro Olimpico di Roma (2009)
- Sempre più convinto... dalla cantina al Sistina, Teatro Sistina in Roma (2010)
- Sempre più convinto... anzi convintissimo, Tour (2011)
- Io e voi, Teatro Sistina in Roma (2012)
- Il mio secondo matrimonio, Teatro Sistina in Roma (2012)
- Oggi non è giornata, Teatro Sistina in Roma (2013)
- Una serata unica, Teatro Sistina in Roma (2013-2014)
- Combinati per le feste, Teatro Brancaccio di Roma (2013-2014)[15]
- Ero felice e non lo sapevo, Auditorium Conciliazione di Roma (2015)
- Allegro? Sì sì... ma non troppo (2015)
- Che sarà? Boh! (2016)
- Una serata unica, Centrale Live di Roma (2016)
- Cavalli di razza e vari puledri (2017)
- Scegli una carta... (2017-2018)
- Calmi...stiamo calmi! (2018)
- Papà perché lo hai fatto? (2019)
- 30 ANNI e non li dimostra (2019-2020)
- Ma non doveva andare tutto bene? (2020)
- Che paese è il mio paese (2021)
- Tutti contro tutti (2021-2022)
- Nato il 29 giugno (2022)
- Ai miei tempi non era così (2023)

## Libri
- Senti, senti, senti, audiocomic - Volume Audiobooks (2016), ISBN 978-88-99833-05-3.